# Jorge García Granados
Jorge García-Granados (21 de abril de 1900 – 3 de mayo de 1961) fue un diplomático, abogado, notario, escritor y político guatemalteco que fue educado en La Sorbona, París. Era descendiente directo de Miguel García Granados, líder y filósofo de la revolución liberal en el Siglo XIX. 
Granados fue embajador de Guatemala en la Naciones Unidas y miembro de UNSCOP (Comisión especial de las Naciones Unidas sobre Palestina, según su sigla en inglés). Granados emitió el primer voto a favor de la Partición de Palestina y por medio de él, Guatemala fue el primer país en reconocer al Estado de Israel tras la votación después de Estados Unidos.

## Biografía
Fue hijo de Luz García Granados, quien era hija del General Miguel García Granados, un político que gobernó Guatemala de 1871 a 1873. Realizó sus estudios de primaria y secundaria en Guatemala y Francia. En 1913, al retornar a su país natal, continuó sus estudios en el Instituto Nacional Central para Varones. Se casó con Judith Quiñonez con quien procreó tres hijos.
Fue uno de los fundadores de la «sociedad El Renacimiento» en el año de 1915. Tuvo una participación muy activa en el movimiento unionista que derrocó a Manuel Estrada Cabrera, y fue el firmante más joven del «Acta de los Tres Dobleces» en 1920. En 1922, durante el régimen del general José María Orellana, un Consejo de Guerra lo sentenció a muerte por haber participado en un complot fallido, fue torturado y, aun así, no confesó los nombres de los otros confabulados. Obtuvo el perdón por solicitud de clemencia que su esposa y suegra presentaron, en forma pública, con ocasión de los actos conmemorativos de la Revolución de 1871.
Inició su carrera diplomática en El Salvador, con el cargo de Secretario de la Legación de Guatemala. Se graduó de Abogado y Notario en 1927, y su tesis, se tituló «Evolución sociológica de Guatemala» la cual fue galardonada con el Premio Gálvez y medalla de oro. Reorganizó el Partido Unionista y fue su Secretario General. Participó en la formación de la Liga Nacional que apoyó la candidatura de Lázaro Chacón a la presidencia de Guatemala, y obtuvo una curul como diputado de la Asamblea Legislativa de Guatemala para el período de 1928-1932.
Durante el gobierno de Jorge Ubico Castañeda, sufrió prisión en varias oportunidades: en una de ellas solo lo alimentaron con pan y agua, y en otra, estuvo engrilletado durante los días de prisión. En 1934, por oponerse al fusilamiento de Efraín Aguilar Fuentes y compañeros, salió exiliado hacia México, en donde residió durante 10 años. Trabajó como catedrático en la Universidad de México, y las cátedras las obtuvo por oposición. Además, publicó artículos en periódicos y revistas de América. Editó un libro sobre la historia del petróleo mexicano, que tuvo muy buena acogida (Diccionario Histórico Biográfico, 2004).
Estuvo en contra de los republicanos en España, durante la guerra civil española. Al enterarse de la reelección de Jorge Ubico, le envió una carta en la que le señalaba de los torcidos procedimientos del Partido Progresista, y la forma en que, según él, Ubico y sus aliados habían desecho de sus propios principios, una vez ya estaban en el poder. En 1944, después de la revolución, regreso a Guatemala y, por su iniciativa, se formó el Frente Unido de Partidos y Asociaciones Patrióticas, desde ahí, dirigió la campaña en contra del régimen de Ponce Vaides y la huelga general de la población civil.
Fue presidente y diputado de la Asamblea Constituyente que decretó la Constitución de Guatemala de 1945. Dentro de esta formó parte de la «Comisión de los 15» que fue la encargada de la redacción del documento.
En 1950 fundó el «Partido del Pueblo», con el que lanzó su candidatura presidencial para las elecciones de 1951, en las que resultó triunfador el Coronel Jacobo Árbenz.

## Carrera diplomática
Granados fue designado como Embajador de Guatemala en Estados Unidos en julio de 1945 hasta diciembre de 1947, después fue encargado de la delegación de Guatemala en la Organización de las Naciones Unidas, en mayo de 1948 integró el Comité Especial de la ONU para Palestina -UNSCOP, por sus siglas en inglés-, en el que se discutió la participación de dicho territorio. También formó parte de la delegación guatemalteca a la Conferencia Interamericana de Bogotá, en la que se aprobó la Carta de la Organización de Estados Americanos -OEA-.
En 26 de julio de 1957 fue nombrado, por Carlos Castillo Armas, como Embajador Extraordinario y Ministro Plenipotenciario ante el Gobierno del Reino Unido y, después, Embajador en Israel.

### Creación del Estado de Israel
Granado organizó un lobby de países sudamericanos que apoyaron el Plan de Partición. En 1956, Guatemala fue el primer país en abrir una embajada en Jerusalén y Granados fue el primer embajador. Las ciudades de Jerusalén y Ramat Gan tienen calles en su nombre.
Por medio de él como embajador ante la Organización de Naciones Unidas (ONU), Guatemala fue el segundo país después de los Estados Unidos, en emitir su voto a favor de la creación del Estado de Israel y permitió el reconocimiento de Israel como un Estado independiente.
García Granados escribió sobre su experiencia como miembro de la UNSCOP. En su libro, Granados describe su juventud, su época en el exilio político durante la dictadura militar, los logros del Movimiento Sionista durante el Mandato británico de Palestina y los eventos que llevaron a la creación del Estado de Israel.